# لوئیس کایخو
لوئیس کایخو (اسپانیایی: Luis Callejo‎؛ ‏ زاده ۱ اوت ۱۹۷۰) بازیگر اسپانیایی است.
از کارهای معروف او می‌توان به بازی در فیلم آفتابگردان‌های کور، هر چه بیشتر، بهتر، کیکی، عشق‌بازی، شب بزرگ من، قاطر، اخطار و این به نفع خود شماست اشاره کرد.